# 芜湖英商亚细亚煤油公司旧址
英商亚细亚煤油公司旧址是一座历史建筑，位于中国安徽省芜湖市镜湖区铁山山腰的南部，铁山宾馆后山山腰，建于1920年。
1920年，英商亚细亚火油公司在芜湖设立办事处，隶属南京公司。这是一座二层西式建筑，依山而建。1953年，芜湖市人民政府征用此楼，作为铁山宾馆客房部使用至今，现名为烟岚楼。1958年9月19日，毛泽东视察芜湖时，下榻该楼919房间。同年，刘少奇、朱德也下榻该楼。
2017年11月9日，英商亚细亚煤油公司旧址已公布为第五批芜湖市文物保护单位。